# Henry Fieldman

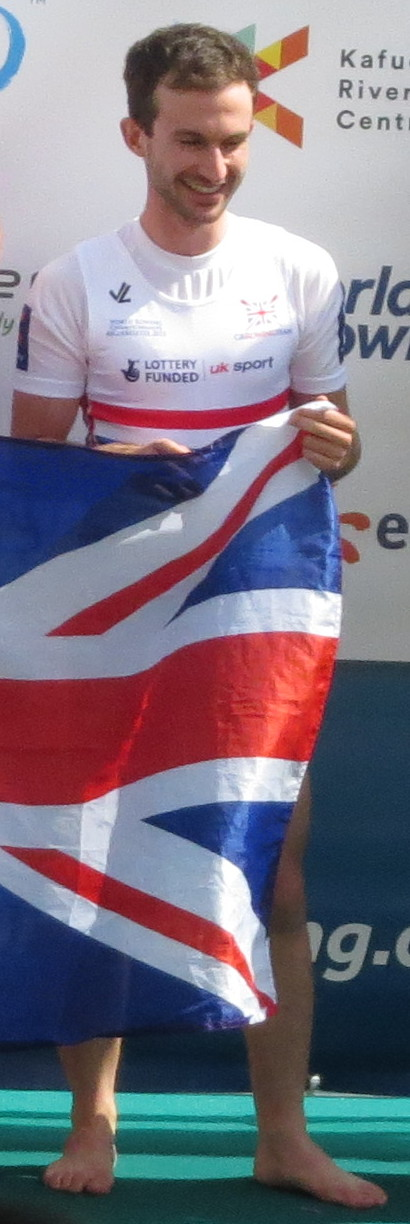
Henry Fieldman bei den Weltmeisterschaften 2015

Henry Fieldman (* 25. November 1988 in London) ist ein britischer Ruderer. Ab 2017 war Fieldman Steuermann des britischen Männer-Achters, mit dem er 2021 die Bronzemedaille bei den Olympischen Spielen 2020 gewann. Bei den Olympischen Spielen 2024 erhielt er erneut Bronze, dismal als Steuermann des Frauen-Achters.

## Karriere
Fieldman steuerte den britischen Achter bei den U23-Weltmeisterschaften 2008 auf den fünften Platz, 2009 und 2010 gewann er jeweils Bronze. 2012 belegte er mit dem Achter den fünften Platz bei den Europameisterschaften. Im Ruder-Weltcup war Fieldman 2013 auch im Achter aktiv, bei den internationalen Meisterschaften steuerte aber Phelan Hill das britische Großboot. Bei den Weltmeisterschaften 2014 in Amsterdam trat Fieldman mit Alan Sinclair und Scott Durant im Zweier mit Steuermann an und gewann die Silbermedaille hinter den Neuseeländern. Im Jahr darauf bei den Weltmeisterschaften 2015 auf dem Lac d’Aiguebelette siegte der britische Zweier mit Nathaniel Reilly-O’Donnell, Matthew Tarrant und Henry Fieldman vor den Deutschen und den Serben. 2016 bei den Weltmeisterschaften 2016 bei Rotterdam steuerte Fieldman Oliver Cook und Callum McBrierty zum Titelgewinn vor den Kanadiern.
Als nach dem Olympiasieg 2016 Phelan Hill seine internationale Karriere beendete, rückte Fieldman in den britischen Achter auf. Bei den Europameisterschaften 2017 belegten die Briten den fünften Platz, vier Monate später bei den Weltmeisterschaften 2017 in Sarasota gewannen die Briten das B-Finale und belegten in der Gesamtabrechnung den siebten Platz. Auch 2018 bei den Europameisterschaften in Glasgow belegte der britische Achter den fünften Platz. Die Weltmeisterschaften 2018 in Plowdiw fanden nur anderthalb Monate nach den Europameisterschaften statt. Der britische Achter mit James Rudkin, Alan Sinclair, Tom Ransley, Thomas George, Mohamed Sbihi, Oliver Wynne-Griffith, Matthew Tarrant, William Satch und Henry Fieldman belegte den dritten Platz hinter dem Deutschland-Achter und den Australiern. 2019 bei den Europameisterschaften in Luzern startete der britische Achter in der Besetzung Thomas Ford, James Rudkin, Thomas George, Mohamed Sbihi, Jacob Dawson, Oliver Wynne-Griffith, Matthew Tarrant, Josh Bugajski und Henry Fieldman. Die Briten gewannen die Silbermedaille hinter dem Deutschland-Achter und vor den Niederländern. Bei den Weltmeisterschaften siegten die Deutschen vor den Niederländern und den Briten. 2021 gewann der britische Achter bei den Europameisterschaften in Varese vor den Rumänen und den Niederländern. Bei den Olympischen Spielen in Tokio siegte der Achter aus Neuseeland vor dem Deutschland-Achter und den Briten.
Nach einem Jahr 2022 ohne Meisterschaftsteilnahme gewann Fieldman bei den Europameisterschaften 2023 in Bled gleich zwei Medaillen. Den britischen Frauen-Achter steuerte er zur Silbermedaille hinter den Rumäninnen. Mit dem Männer-Achter gewann er den Titel vor den Rumänen. Drei Monate später bei den Weltmeisterschaften in Belgrad steuerte Fieldman nur den Frauenachter, der den vierten Platz belegte. 2024 bei den Europameisterschaften in Szeged belegte der britische Achter mit Heidi Long, Rowan McKellar, Holly Dunford, Eve Stewart, Lauren Irwin, Emily Ford, Harriet Taylor, Annie Campbell-Orde und Henry Fieldman den zweiten Platz mit drei Sekunden Rückstand auf die Rumäninnen. Bei den Olympischen Spielen in Paris siegten ebenfalls die Rumäninnen, hinter den Kanadierinnen gewann der britische Achter in der gleichen Besetzung wie bei den Europameisterschaften die Bronzemedaille.